# The Dalles

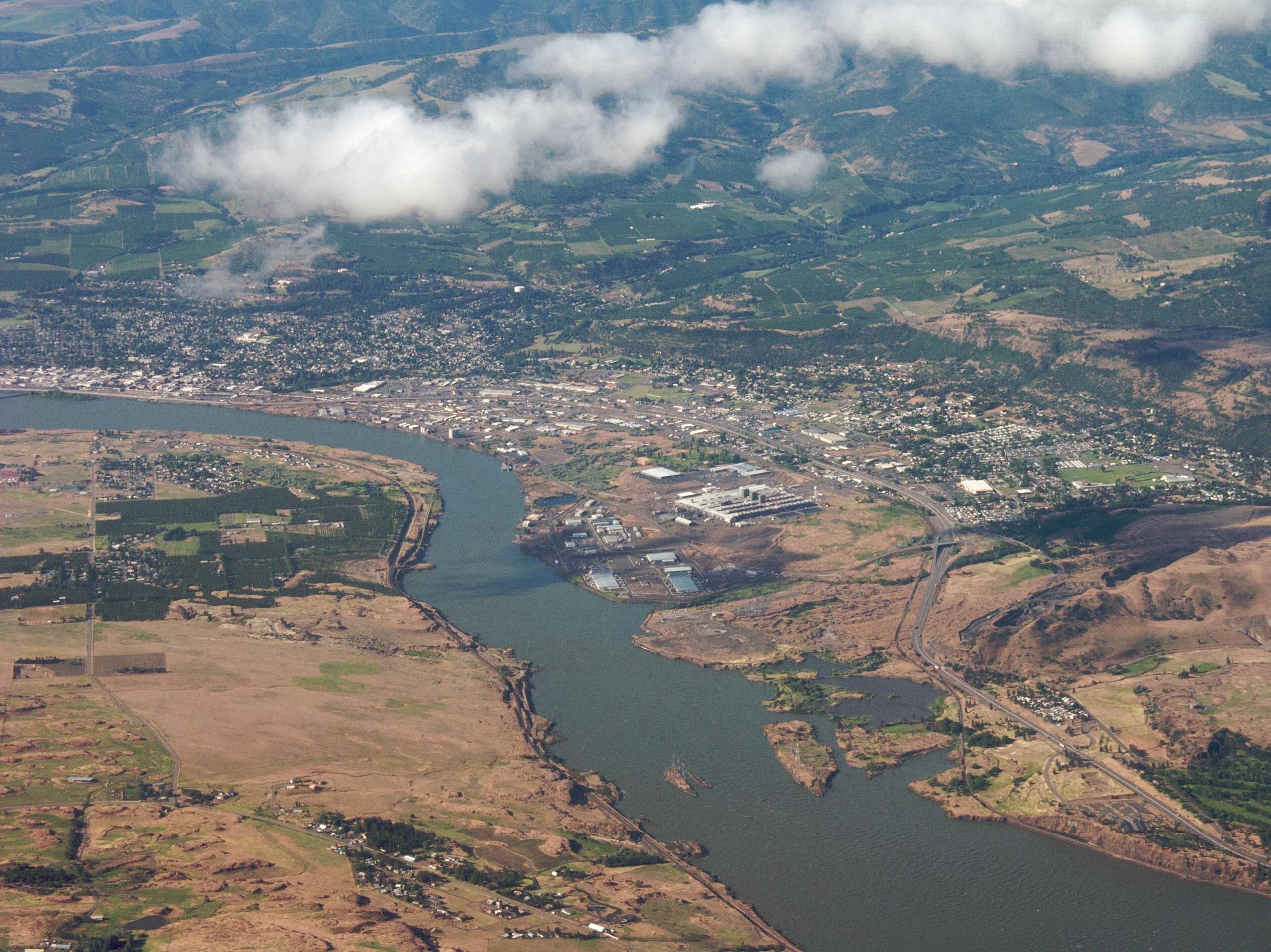
Luchtfoto van The Dalles

The Dalles is een plaats (city) in de Amerikaanse staat Oregon, en valt bestuurlijk gezien onder Wasco County.

## Geschiedenis
The Dalles lag bij de Celilowatervallen in de Columbiarivier. Aan het begin van de 19e eeuw gaven Franse bontjagers het de naam “dalles”. Scheepvaartverkeer ter plaatse was onmogelijk en de goederen en passagiers moesten over land worden vervoerd om na de stroomversnellingen en watervallen over het water de weg te vervolgen. Rond 1840 begonnen Amerikaanse kolonisten over de Oregon Trail vanuit het oosten naar de Amerikaanse westkust te trekken. De Cascade Range maakte een landroute onmogelijk waardoor de reizigers op de rivier waren aangewezen. Bij The Dalles werden de wagens en goederen op vlotten of boten geladen en verder stroomafwaarts vervoerd door de Columbia Gorge. De reis over water naar de Willamette-vallei moest alleen ter hoogte van Cascade Locks kort worden onderbroken omdat daar ook stroomversnellingen aanwezig waren. In 1845 werd een alternatieve route aangelegd, de Barlowweg, maar deze ging hoog over de bergen waardoor de rivier een aantrekkelijk alternatief bleef. The Dalles werd in 1857 officieel als stad aangeduid.

## Demografie
Bij de volkstelling in 2000 werd het aantal inwoners vastgesteld op 12.156. In 2006 is het aantal inwoners door het United States Census Bureau geschat op 11.926, een daling van 230 (-1,9%).

## Geografie
Volgens het United States Census Bureau beslaat de plaats een oppervlakte van 14,4 km², waarvan 13,6 km² land en 0,8 km² water.

## Plaatsen in de nabije omgeving
De onderstaande figuur toont nabijgelegen plaatsen in een straal van 20 km rond The Dalles.

## The Dalles Dam

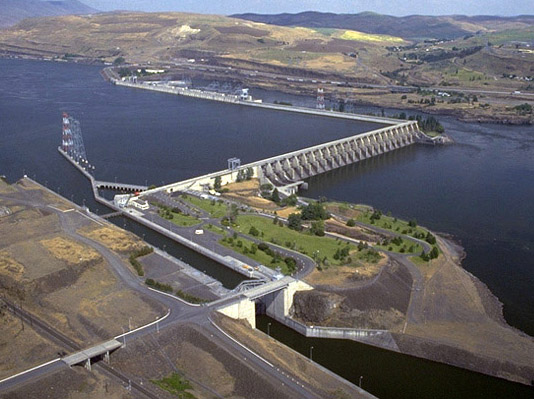
The Dalles Dam

Drie kilometer ten oosten van de plaats ligt een grote waterkrachtcentrale in de Columbiarivier. Met de bouw van The Dalles Dam werd in 1952 begonnen en in 1957 was het project gereed. De bouw vergde een investering van $ 299 miljoen. Het water dat achter de dam wordt vastgehouden reikt bijna 40 kilometer stroomopwaarts tot de John Day Dam. Door het stijgende water stroomden de Celilowatervallen onder. De dam heeft een lengte van 2,7 kilometer en is een belangrijke leverancier van elektriciteit. In de dam staat een totaal vermogen opgesteld van 1.800 megawatt. Om de rivier niet voor de scheepvaart te blokkeren is er ook een schutsluis aangelegd en voor de vissen een vistrap. Het overtollige water wordt afgevoerd via een noodoverlaat met een lengte van 420 meter.